# أليسون وليامز (مغنية)
أليسون وليامز (بالإنجليزية: Alyson Williams)‏ هي مغنية أمريكية، ولدت في 11 مايو 1962 في هارلم في الولايات المتحدة.

## وصلات خارجية
- أليسون وليامز على موقع IMDb (الإنجليزية)
- أليسون وليامز على موقع ميوزك برينز (الإنجليزية)
- أليسون وليامز على موقع أول ميوزيك (الإنجليزية)
- أليسون وليامز على موقع ديسكوغز (الإنجليزية)